# Samuel Holt
Samuel Holt (Cincinnati, 20 giugno 1993) è un pallavolista statunitense, schiacciatore dell'Al-Nassr.

## Carriera

### Club
La carriera di Samuel Holt, fratello minore del pallavolista Maxwell Holt, inizia nei tornei scolastici statunitensi, ai quali prende parte con la squadra della Purcell Marian HS. Al termine delle scuole superiori entra a far parte della squadra di pallavolo maschile della CSU Northridge: coi Matadors partecipa alla NCAA Division I dal 2012 al 2015, saltando tuttavia la prima stagione.
Nella stagione 2015-16, benché abbia ancora a disposizione un anno di eleggibilità sportiva nella NCAA, inizia la carriera professionistica, approdando alla Sir Safety Perugia, club della Serie A1 italiana; nella stagione seguente firma per il BluVolley Verona, sempre nella stessa divisione: tuttavia a metà campionato viene ceduto alla Impavida Ortona, in Serie A2. Milita nella stessa divisione anche nella annata 2017-18, ingaggiato poco dopo l'inizio del campionato, con la Rinascita Lagonegro.
Nella stagione 2018-19 si accasa al Roeselare, nella Liga A belga, con cui si aggiudica Supercoppa e coppa nazionale. Successivamente gioca negli Emirati Arabi Uniti con il Baniyas e in Arabia Saudita con l'Al-Wahda e dell'Al-Nassr.

### Nazionale
Nel 2019 fa il suo debutto nella nazionale statunitense, partecipando alla Coppa panamericana e ai XVIII Giochi panamericani.

## Palmarès
- Coppa del Belgio: 1

2018-19
- Supercoppa belga: 1

2018